# Грейтрекс, Ричард
Ричард Грейтрекс (англ. Richard Greatrex; род. 1947) — британский кинооператор.

## Биография
Родился в 1947 году в Суонси.
Вырос в Южном Уэльсе. Учился в национальной киношколе Великобритании. В 1980 году окончил обучение и начал карьеру кинооператора. Наиболее известен по фильму 1998 года «Влюблённый Шекспир» за работу над которым его номинировали на премии «Оскар» и BAFTA.
Является почётным членом Британского общества кинооператоров.

## Избранная фильмография
- 1988 — За королеву и страну / For Queen And Country (реж. Мартин Стеллмэн)
- 1995 — Синий сок / Blue Juice (реж. Карл Пречезер)
- 1997 — Миссис Браун / Mrs. Brown (реж. Джон Мэдден)
- 1998 — Влюблённый Шекспир / Shakespeare in Love (реж. Джон Мэдден)
- 2000 — Там, где сердце / Where the Heart Is (реж. Мэтт Уильямс)
- 2001 — История рыцаря / A Knight’s Tale (реж. Брайан Хелгеленд)
- 2004 — В шоу только девушки / Connie and Carla (реж. Майкл Лембек)
- 2005 — Хаос / Chaos (реж. Тони Гиглио)
- 2005 — Видимость гнева / The Upside of Anger (реж. Майк Байндер)
- 2006 — Детонатор / The Detonator (реж. По-Чин Леонг)
- 2006 — Полный облом / Big Nothing (реж. Жан-Батист Андреа)
- 2007 — Без изъяна / Flawless (реж. Майкл Рэдфорд)
- 2007 — Беги, толстяк, беги / Run Fatboy Run (реж. Дэвид Швиммер)
- 2009 — Морской волк / Der Seewolf (реж. Майк Баркер)